# 2842 Unsöld
2842 Unsöld là một tiểu hành tinh vành đai chính với chu kỳ quỹ đạo là 1545.9427120 ngày (4.23 năm).
Nó được phát hiện ngày 25 tháng 7 năm 1950.